# Керкинский округ
Керкинский округ — единица административного деления Туркменской ССР, существовавшая с декабря 1924 по август 1930 года и с февраля 1933 по ноябрь 1939. Административный центр — город Керки.

## Округ в 1924—1930
Образован в 1924 году на территории бывшего Керкинского вилайета Туркменской АО Бухарской НСР.
Изначально делился на 4 тумена: Керкинский, Кизыл-Аякский, Халачский, Ходжамбасский.
В январе 1925 вместо туменов было образовано 6 районов: Келифский, Керкинский, Кизыл-Аякский, Ташрабадский, Халачский, Ходжамбасский. В конце года образован Карлюкский район.
В августе 1926 упразднены Келифский и Ташрабадский районы, создан Чаршангинский район.
Округ был ликвидирован Постановлением Президиума ЦИК ТССР от 23 августа 1930 года. Районы переданы в прямое подчинение Туркменской ССР.
По данным переписи 1926 года численность населения составляла 128,3 тыс. чел. В том числе туркмены — 81,5 %; узбеки — 13,9 %; русские — 3,0 %.

## Округ в 1933—1939
Вновь округ был образован в феврале 1933 в качестве пограничного округа (которые тогда создавались вдоль границ СССР).
Включал 7 районов: Бурдалыкский, Карлюкский, Керкинский, Кизыл-Аякский, Халачский, Ходжамбасский, Чаршангинский.
Упразднён в ноябре 1939 в связи с введением областного деления в Туркменской ССР.